# Altzo
Altzo är en kommun i Spanien. Den ligger i Gipuzkoaprovinsen i den autonoma regionen Baskien i norra delen av landet, 300 km norr om huvudstaden Madrid. Antalet invånare är 445 (2024).  Arean är 9,77 kvadratkilometer. Altzo gränsar till Alegia, Leaburu och Lizartza.